# 丸山静雄
丸山 静雄（まるやま しずお、1909年12月19日 - 2006年10月10日）は、日本のジャーナリスト、社会運動家。

## 略歴
神奈川県出身。東京外国語学校卒、朝日新聞記者となり、インパール作戦に従軍するなど、アジア諸国の特派員をへて論説委員。ベトナム戦争などを取材した。1974年退社、内部告発『論説委員』を著す。中野区教育委員、1978-1986年国際商科大学（東京国際大学）客員教授、ベトナム友好協会常任理事。全国革新懇（平和・民主・革新の日本をめざす全国の会）世話人。

## 著書
- 『中野学校 特務機関員の手記』平和書房 1948
- 『還らぬ密偵 対ソ蒙満謀略秘史』平和書房 1948
- 『失われたる記録 対華・南方政略秘史』後楽書房 1950
- 『アジアの覚醒』日本出版協同 1952
- 『東南アジア通信』みすず書房(みすず・ぶっくす)1960
- 『東南アジア 写真集』修道社 1961
- 『東南アジア』みすず書房 1962
- 『混合革命 東南アジア現代史』みすず書房 1967
- 『東南アジアと日本』アジア経済研究所 (アジアを見る眼) 1968
- 『ベトナム戦争』筑摩書房 1969
- 『アジアの重み』大成出版社 1971
- 『アジアを考える』アジア経済研究所 (アジアを見る眼) 1974
- 『ベトナム その戦いと平和』朝日新聞社 1974
- 『ベトナム解放』朝日選書 1975
- 『論説委員 ベトナム戦争をめぐって』筑摩書房 1977
- 『新生ベトナムと日本 ナショナリズムは野火のごとく』ダイヤモンド社 1978
- 『インドシナ物語』講談社 1981
- 『インパール作戦従軍記 一新聞記者の回想』岩波新書 1984
- 『インド国民軍 もう一つの太平洋戦争』岩波新書 1985
- 『アジア特派員五十年 国造りへの挑戦と蹉跌のドラマを見る』青木書店 1988
- 『アジアの開発と援助 取材50年の体験的考察』新日本出版社 1991
- 『アジアが燃えた日々 「民族独立」50年のドラマ』ダイヤモンド社 1992
- 『日本の「七〇年戦争」』新日本出版社 1995
- 『日本のアジア支配を考える』新日本出版社 1997
- 『典範令と日本の戦争 一新聞人のジャーナリズム精神』新日本出版社 2002

### 編著
- 『アメリカの援助政策』編 アジア経済研究所 (研究参考資料) 1966
- 『インディラ・ガンジー首相 五億の民を背負って』編著 大成出版社 1966

### 翻訳
- タウンゼンド・フープス『アメリカの挫折 インドシナへの軍事介入とその限界』草思社 1970

## 論文
- <丸山静雄